# Trichilia elsae
Trichilia elsae är en tvåhjärtbladig växtart som beskrevs av Hermann August Theodor Harms. Trichilia elsae ingår i släktet Trichilia och familjen Meliaceae. Inga underarter finns listade i Catalogue of Life.